# Þrymr

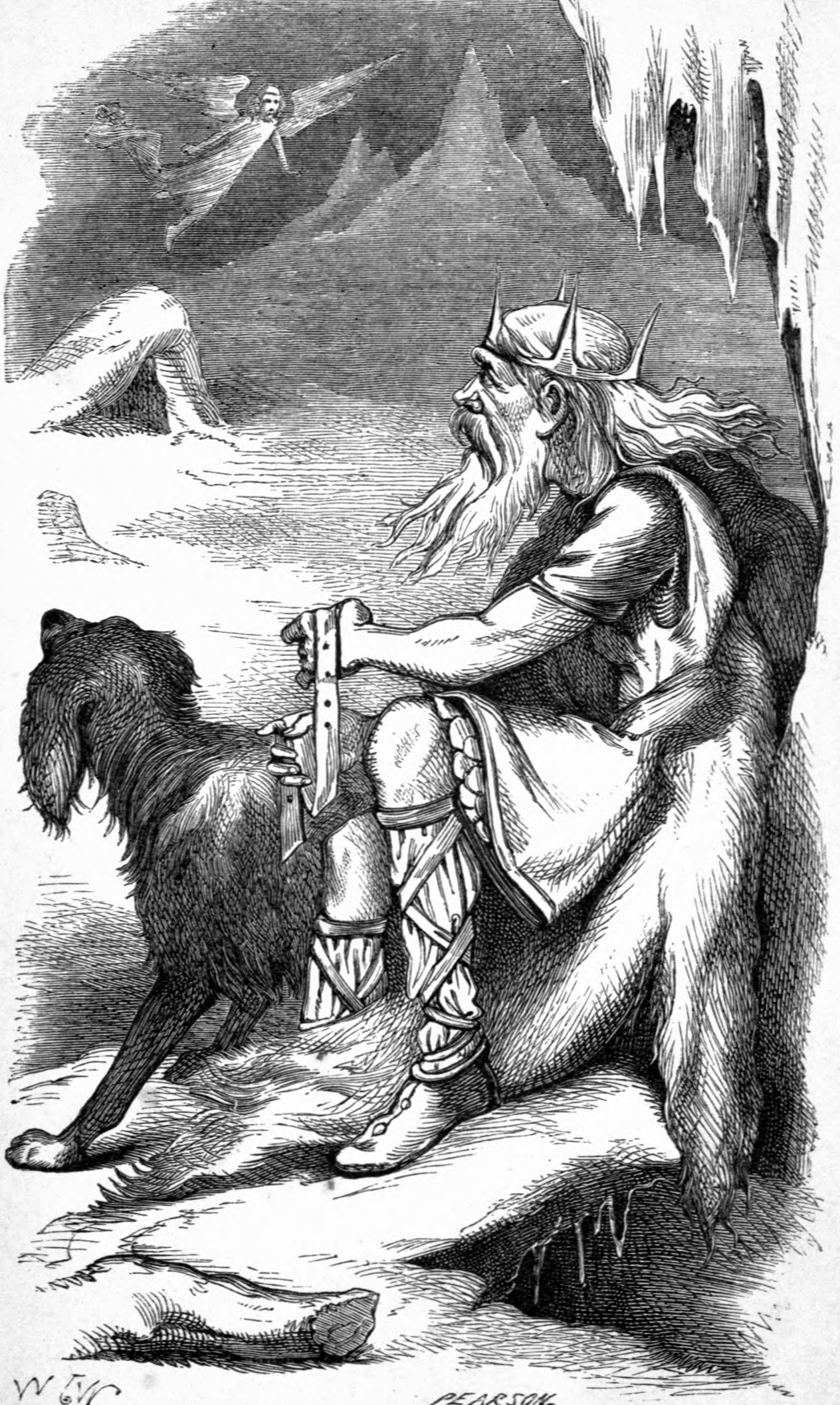
Frontispicio del libro de 1871 Wonderful Stories from Northern Lands (Historias maravillosas de las tierras del norte): en Jötunheim, Þrymr ve llegar a Loki volando.

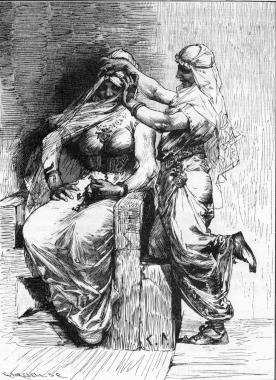
Ilustración de la edición sueca de Frederik Sander de la Edda Poética: Loki disfrazando a Thor para hacerlo pasar por la novia. 1893.

En la mitología nórdica, Þrymr ("escandaloso") (Thrym o Thrymr) es el rey de los Jotun (gigantes de la escarcha).
Su reino era Jötunheim, pero de acuerdo con Hversu Noregr byggdist, era la provincia sueca de Värmland.
Robó el martillo de Thor llamado Mjölnir, en un intento de extorsionar a los dioses para que le entregasen a Freyja por esposa. Heimdall tuvo la idea de enviar a Thor disfrazado con las ropas de Freyja y así recuperar el poderoso martillo.
Thor a quien en un principio le desagrada la idea, al final termina aceptando, se disfraza de novia y lleva a Loki disfrazado como su dama de compañía.
Fueron recibidos por Þrymr, que alegre de su triunfo, organizó un banquete con sus familiares. En el festín Thor comenzó a devorar todo lo que podía causando esto la desconfianza del gigante, a lo cual Loki astutamente le replica que el hambre de Freyja se debía a la emoción de estar frente al rey de los gigantes.
En un momento Þrymr quiso besar a Freyja y le pide que se descubra el velo, Thor con el intenso brillo de sus ojos tumba al gigante, ante lo cual Loki replica que el brillo de sus ojos era debido a la felicidad.
En determinado momento Þrymr anuncia "Que el martillo de Thor selle este compromiso", dejando el martillo al alcance de Thor. Este se lo arrebata de un golpe, se despoja de su disfraz de novia y aparece bajo la forma del dios del trueno. En ese momento la sala se llena de truenos y relámpagos y en un ataque de ira Thor mata a Þrymr y a los demás gigantes asistentes al banquete.
El Þrymskviða da los detalles de como Thor obtuvo su martillo nuevamente, pero no cuenta quien heredó los fabulosos tesoros de Þrymr, dado que todos sus familiares fueron muertos.
Bergfin (Bergfinn) es un hijo de Þrymr, el gigante de Värmland.
También hay una luna de Saturno llamada Þrymr, que debe su nombre al gigante Þrymr.
En el juego de rol Dungeons & Dragons, Þrymr es el dios de los gigantes de la escarcha.
En la novela Hellboy Los huesos de los gigantes de Christopher Golden e ilustrada por Mike Mignola, Þrymr es el principal villano de la historia luego de que es convocado desde su tumba.
Además en el Anime Sword Art Online es el último personaje al que los protagonistas deben derrotar, en esta historia Þrymr es el rey de los gigantes de hielo, que roba el tesoro del país de Freyja a la que desea por esposa, Kirito y sus amigos son los encargados de vencerlo para obtener finalmente la espada Excalibur.
- Datos: Q1123905
- Multimedia: Þrymskviða / Q1123905